# الصوانة الشرقية
الصوانة الشرقية هو منجم فوسفات يقع على بعد 45 كيلومترًا جنوب غرب تدمر في سوريا.

## تاريخ
بدأ تطوير منجم الصوانة الشرقية في عام 1975. يتم الاستخراج من منطقتين - الشرقية أ والشرقية ب، وذلك بمقدار 600 ألف طن سنوياً لكل حقل. يتواجد الفوسفات في طبقة واحدة يتراوح سمكها بين 8 إلى 18 مترًا وقد تصل إلى 25 متراً. يتم تصدير الفوسفات المستخرج بشكل أساسي باستخدام السكك الحديدية وميناء طرطوس، كما يستهلك السوق المحلي بعض المنتجات لإنتاج الأسمدة في حمص.
في عام 2009، بلغ إنتاج المنجم 1.85 مليون طن. خلال الحرب الأهلية السورية، اضطر المنجم إلى التوقف عن العمل، واعتبارًا من عام 2020، تم تنفيذ أعمال لإعادة تأهيل منشآت الاستخراج.

## اكتشافات
في عام 2017 تم اكتشاف مستحاثات لبليزوصور في منطقة الحقل يعود إلى العصر الكامباني، وتم عرضه في معرض دمشق الدولي.